# Műugrás a 2011-es úszó-világbajnokságon
2010. július 16. és július 24. között került megrendezésre Kínában, a Sanghaj Oriental Sports Centerben a műugró világbajnokság.
Magyar viszonylatban a Kormos Villő, Reisinger Zsófia páros a 13. helyen végzett a nők szinkrontoronyugrásának selejtezőjében. A női toronyugrás selejtezőjében Kormos Villő a 29., míg Gondos Flóra a nők 3 méteres számában a 32. helyen zárt, és így a selejtezőből egyikőjük sem jutott tovább.
Mivel a tizedik műugró számban, a férfi toronyugrásban is kínai aranyérem született Csiu Po révén, így mindegyik műugró aranyérem a kínaiaké lett.

## A versenyszámok időrendje
| Dátum                       | Idő         | Program                           |
| --------------------------- | ----------- | --------------------------------- |
| 2011. július 16., szombat   | 10:00-11:15 | Nők 3 m szinkron selejtező        |
| 2011. július 16., szombat   | 13:00-16:00 | Férfiak 1 m selejtező             |
| 2011. július 16., szombat   | 17:15-18:20 | Nők 3 m szinkron döntő            |
| 2011. július 17., vasárnap  | 10:00-11:30 | Férfiak torony szinkron selejtező |
| 2011. július 17., vasárnap  | 13:00-15:30 | Nők 1 m selejtező                 |
| 2011. július 17., vasárnap  | 17:05-18:20 | Férfiak torony szinkron döntő     |
| 2011. július 18., hétfő     | 10:00-11:15 | Nők torony szinkron selejtező     |
| 2011. július 18., hétfő     | 14:00-15:15 | Férfi 1 m döntő                   |
| 2011. július 18., hétfő     | 17:15-18:20 | Nők torony szinkron döntő         |
| 2011. július 19., kedd      | 10:00-11:30 | Férfi 3 m szinkron selejtező      |
| 2011. július 19., kedd      | 14:00-15:05 | Nők 1 m döntő                     |
| 2011. július 19., kedd      | 17:05-18:20 | Férfi 3 m szinkron döntő          |
| 2011. július 20., szerda    | 10:00-12:10 | Nők torony selejtező              |
| 2011. július 20., szerda    | 14:00-15:35 | Nők torony elődöntő               |
| 2011. július 21., csütörtök | 09:00-13:00 | Férfi 3 m selejtező               |
| 2011. július 21., csütörtök | 14:00-15:55 | Férfi 3 m elődöntő                |
| 2011. július 21., csütörtök | 17:15-18:20 | Nők torony döntő                  |
| 2011. július 22., péntek    | 10:00-12:30 | Nők 3 m selejtező                 |
| 2011. július 22., péntek    | 14:00-15:35 | Nők 3 m elődöntő                  |
| 2011. július 22., péntek    | 17:05-18:20 | Férfi 3 m döntő                   |
| 2011. július 23., szombat   | 10:00-13:00 | Férfi torony selejtező            |
| 2011. július 23., szombat   | 14:00-15:55 | Férfi torony elődöntő             |
| 2011. július 23., szombat   | 17:15-18:20 | Nők 3 m döntő                     |
| 2011. július 24., vasárnap  | 16:05-17:20 | Férfi torony döntő                |

## A versenyen részt vevő országok
A versenyen 40 nemzet vett részt 219 versenyzővel, melyből Kína 8 férfi és 7 női sportolóval vett részt, míg Magyarország 3 női műugróval képviseltette magát.
| - Ausztrália - Ausztria - Azerbajdzsán - Brazília - Chile - Egyesült Királyság - Észak-Korea - Fehéroroszország - Finnország - Franciaország | - Görögország - Grúzia - Hollandia - Hongkong - Indonézia - Japán - Kanada - Kína - Kínai Köztársaság - Kolumbia | - Kuba - Kuvait - Lengyelország - Litvánia - Magyarország - Makaó - Malajzia - Mexikó - Németország - Norvégia | - Olaszország - Oroszország - Örményország - Románia - Spanyolország - Svájc - Svédország - Ukrajna - USA - Venezuela |

## Éremtáblázat
| #        | nemzet      | arany | ezüst | bronz | összesen |
| -------- | ----------- | ----- | ----- | ----- | -------- |
| 1        | Kína        | 10    | 4     | 0     | 14       |
| 2        | Oroszország | 0     | 2     | 1     | 3        |
| 3        | Németország | 0     | 1     | 3     | 4        |
| 4        | Kanada      | 0     | 1     | 1     | 2        |
| 4        | Ausztrália  | 0     | 1     | 1     | 2        |
| 6        | USA         | 0     | 1     | 0     | 1        |
| 7        | Mexikó      | 0     | 0     | 2     | 2        |
| 8        | Ukrajna     | 0     | 0     | 1     | 1        |
| 8        | Olaszország | 0     | 0     | 1     | 1        |
| Összesen | Összesen    | 10    | 10    | 10    | 30       |

## Versenyszámok

### Férfiak

#### 1 méteres műugrás
| # | Ország      | Név             | Selejtező | Selejtező | Döntő   | Döntő  |
| # | Ország      | Név             | Rangsor   | Pontok    | Rangsor | Pontok |
| - | ----------- | --------------- | --------- | --------- | ------- | ------ |
|   | Kína        | Li Si-hszin     | 1         | 438.00    | 1       | 463.90 |
|   | Kína        | Ho Min          | 2         | 432.95    | 2       | 444.00 |
|   | Németország | Pavlo Rozenberg | 6         | 385.40    | 3       | 436.50 |

#### 3 méteres műugrás
| # | Ország      | Név                 | Selejtező | Selejtező | Elődöntő | Elődöntő | Döntő   | Döntő  |
| # | Ország      | Név                 | Rangsor   | Pontok    | Rangsor  | Pontok   | Rangsor | Pontok |
| - | ----------- | ------------------- | --------- | --------- | -------- | -------- | ------- | ------ |
|   | Kína        | Ho Csung            | 2         | 500.40    | 1        | 523.50   | 1       | 554.30 |
|   | Oroszország | Ilja Zaharov        | 3         | 485.15    | 3        | 470.50   | 2       | 508.95 |
|   | Oroszország | Jevgenyij Kuznyecov | 6         | 442.50    | 7        | 447.65   | 3       | 493.55 |

#### 3 méteres szinkronugrás
| # | Ország      | Név                                | Selejtező | Selejtező | Döntő   | Döntő  |
| # | Ország      | Név                                | Rangsor   | Pontok    | Rangsor | Pontok |
| - | ----------- | ---------------------------------- | --------- | --------- | ------- | ------ |
|   | Kína        | Csin Kaj / Lo Jü-tung              | 1         | 452.19    | 1       | 463.98 |
|   | Oroszország | Ilja Zaharov / Jevgenyij Kuznyecov | 2         | 438.75    | 2       | 451.89 |
|   | Mexikó      | Julián Sánchez / Yahel Castillo    | 6         | 384.99    | 3       | 437.61 |

#### 10 méteres toronyugrás
| # | Ország      | Név          | Selejtező | Selejtező | Elődöntő | Elődöntő | Döntő   | Döntő  |
| # | Ország      | Név          | Rangsor   | Pontok    | Rangsor  | Pontok   | Rangsor | Pontok |
| - | ----------- | ------------ | --------- | --------- | -------- | -------- | ------- | ------ |
|   | Kína        | Csiu Po      | 1         | 562.20    | 1        | 579.55   | 1       | 585.45 |
|   | USA         | David Boudia | 7         | 474.80    | 4        | 486.30   | 2       | 544.25 |
|   | Németország | Sascha Klein | 5         | 498.95    | 2        | 502.85   | 3       | 534.50 |

#### 10 méteres szinkronugrás
| # | Ország      | Név                                        | Selejtező | Selejtező | Döntő   | Döntő  |
| # | Ország      | Név                                        | Rangsor   | Pontok    | Rangsor | Pontok |
| - | ----------- | ------------------------------------------ | --------- | --------- | ------- | ------ |
|   | Kína        | Csin Po / Huo Liang                        | 1         | 477.96    | 1       | 480.03 |
|   | Németország | Patrick Hausding / Sascha Klein            | 3         | 441.12    | 2       | 443.01 |
|   | Ukrajna     | Olekszandr Horskovozov / Olekszandr Bondar | 6         | 423.99    | 3       | 435.36 |

### Nők

#### 1 méteres műugrás
| # | Ország      | Név            | Selejtező | Selejtező | Döntő   | Döntő  |
| # | Ország      | Név            | Rangsor   | Pontok    | Rangsor | Pontok |
| - | ----------- | -------------- | --------- | --------- | ------- | ------ |
|   | Kína        | Si Ting-mao    | 2         | 294.65    | 1       | 318.65 |
|   | Kína        | Vang Han       | 1         | 306.60    | 2       | 310.20 |
|   | Olaszország | Tania Cagnotto | 12        | 253.15    | 3       | 295.45 |

#### 3 méteres műugrás
| # | Ország | Név           | Selejtező | Selejtező | Elődöntő | Elődöntő | Döntő   | Döntő  |
| # | Ország | Név           | Rangsor   | Pontok    | Rangsor  | Pontok   | Rangsor | Pontok |
| - | ------ | ------------- | --------- | --------- | -------- | -------- | ------- | ------ |
|   | Kína   | Vu Min-hszia  | 2         | 345.85    | 1        | 360.65   | 1       | 380.85 |
|   | Kína   | Ho Ce         | 1         | 347.55    | 3        | 358.05   | 2       | 379.15 |
|   | Kanada | Jennifer Abel | 10        | 307.55    | 2        | 359.35   | 3       | 365.10 |

#### 3 méteres szinkronugrás
| # | Ország     | Név                                | Selejtező | Selejtező | Döntő   | Döntő  |
| # | Ország     | Név                                | Rangsor   | Pontok    | Rangsor | Pontok |
| - | ---------- | ---------------------------------- | --------- | --------- | ------- | ------ |
|   | Kína       | Vu Min-hszia / Ho Ce               | 1         | 324.90    | 1       | 356.40 |
|   | Kanada     | Émilie Heymans / Jennifer Abel     | 8         | 275.10    | 2       | 313.50 |
|   | Ausztrália | Anabelle Smith / Sharleen Stratton | 5         | 285.90    | 3       | 306.90 |

#### 10 méteres toronyugrás
| # | Ország | Név            | Selejtező | Selejtező | Elődöntő | Elődöntő | Döntő   | Döntő  |
| # | Ország | Név            | Rangsor   | Pontok    | Rangsor  | Pontok   | Rangsor | Pontok |
| - | ------ | -------------- | --------- | --------- | -------- | -------- | ------- | ------ |
|   | Kína   | Csen Zso-lin   | 2         | 370.30    | 2        | 385.95   | 1       | 405.30 |
|   | Kína   | Hu Ja-tan      | 1         | 382.25    | 1        | 403.65   | 2       | 394.00 |
|   | Mexikó | Paola Espinosa | 5         | 328.35    | 3        | 366.65   | 3       | 377.15 |

#### 10 méteres szinkronugrás
| # | Ország      | Név                                | Selejtező | Selejtező | Döntő   | Döntő  |
| # | Ország      | Név                                | Rangsor   | Pontok    | Rangsor | Pontok |
| - | ----------- | ---------------------------------- | --------- | --------- | ------- | ------ |
|   | Kína        | Vang Hao / Csen Zso-lin            | 1         | 335.34    | 1       | 362.58 |
|   | Ausztrália  | Alexandra Croak / Melissa Wu       | 2         | 303.66    | 2       | 325.92 |
|   | Németország | Christin Steuer / Nora Subschinski | 3         | 292.56    | 3       | 316.29 |